# O lásce a vodě
O lásce a vodě (v originále D'amour et d'eau fraîche) je francouzský hraný film z roku 2010, který režírovala Isabelle Czajka podle vlastního scénáře. Snímek měl světovou premiéru na filmovém festivalu Paris Cinéma dne 10. července 2010.

## Děj
Julie Bataille je 23 let a navzdory svému vzdělání nemůže najít skutečnou práci. Nejprve pracuje jako stážistka v komunikační firmě a poté střídá několik brigád. Během pracovního pohovoru potká Bena, mladého muže, který miluje svobodu a živí se drobným obchodováním. Nabídne jí možnost připojit se k němu na léto na cestu na jihozápad. Julie zpočátku odmítá, ale pak z rozmaru všeho nechá a jede s ním.

## Obsazení
| Pio Marmai          | Ben                   |
| Anaïs Demoustierová | Julie Bataille        |
| Laurent Poitrenaux  | Bernard               |
| Manuel Vallade      | Matthieu              |
| Adélaïde Leroux     | Laure                 |
| Océane Mozas        | Diane                 |
| Armonie Sanders     | Charlotte             |
| Jennifer Decker     | Laura                 |
| Donia Mohamed       | Safia                 |
| Guillaume Verdier   | zaměstnanec v Disney  |
| Yann-Gaël Elieouet  | číšník v nočním klubu |
| Patrick Sobelman    | majitel fotoservisu   |
| Grégory Herpe       | kapitán celníků       |

## Ocenění
- César: nominace v kategoriích nejslibnější herečka (Anaïs Demoustierová) a nejslibnější herec (Pio Marmai)